# Белу сир Ин
Белу сир Ин (фр. Bellou-sur-Huisne) насеље је и општина у северној Француској у региону Доња Нормандија, у департману Орн која припада префектури Мортањ о Перш.
По подацима из 2011. године у општини је живело 428 становника, а густина насељености је износила 28,33 становника/km². Општина се простире на површини од 15,11 km². Налази се на средњој надморској висини од 124 метара (максималној 226 m, а минималној 120 m).

## Демографија
| 1962. | 1968. | 1975. | 1982. | 1990. | 1999. | 2011. |
| ----- | ----- | ----- | ----- | ----- | ----- | ----- |
| 513   | 522   | 451   | 418   | 425   | 453   | 428   |

График промене броја становника у току последњих година